# Абель Тасман
Абель Янсзон Тасман (нід. Abel Janszoon Tasman; 1603 — 10 жовтня 1659) — нідерландський мореплавець, дослідник і купець. Отримав світове визнання за очолювані ним морські походи в 1642–1644 роках. Першим серед відомих європейських дослідників досяг берегів Австралії, Нової Зеландії, Тонга і Фіджі. Тасман стер з мапи великі «білі плями» в районі затоки Карпентарія і північно-західного узбережжя Австралії. Західна частина материка прийняла після цього плавання контури, які ми бачимо і на сучасних картах.

## Життєпис

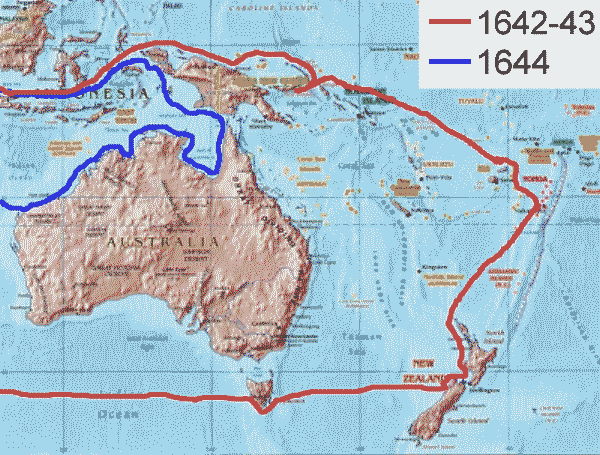
Маршрути подорожей Абеля Тасмана

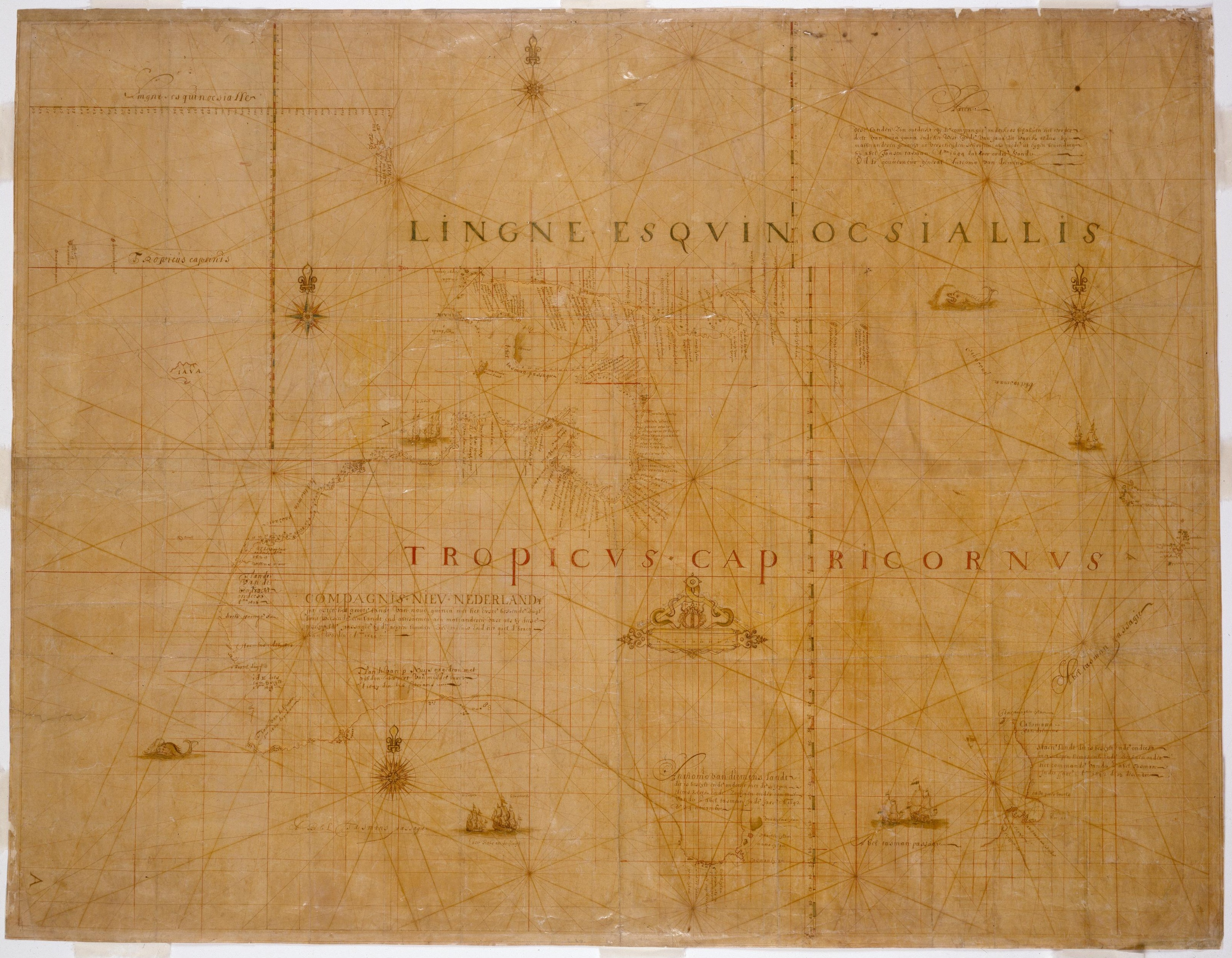
Мапа Абеля Тасмана («Мапа Бонапарта Тасмана») 1644 рік, частина колекції Державної бібліотеки Нового Південного Вельсу, Австралія.

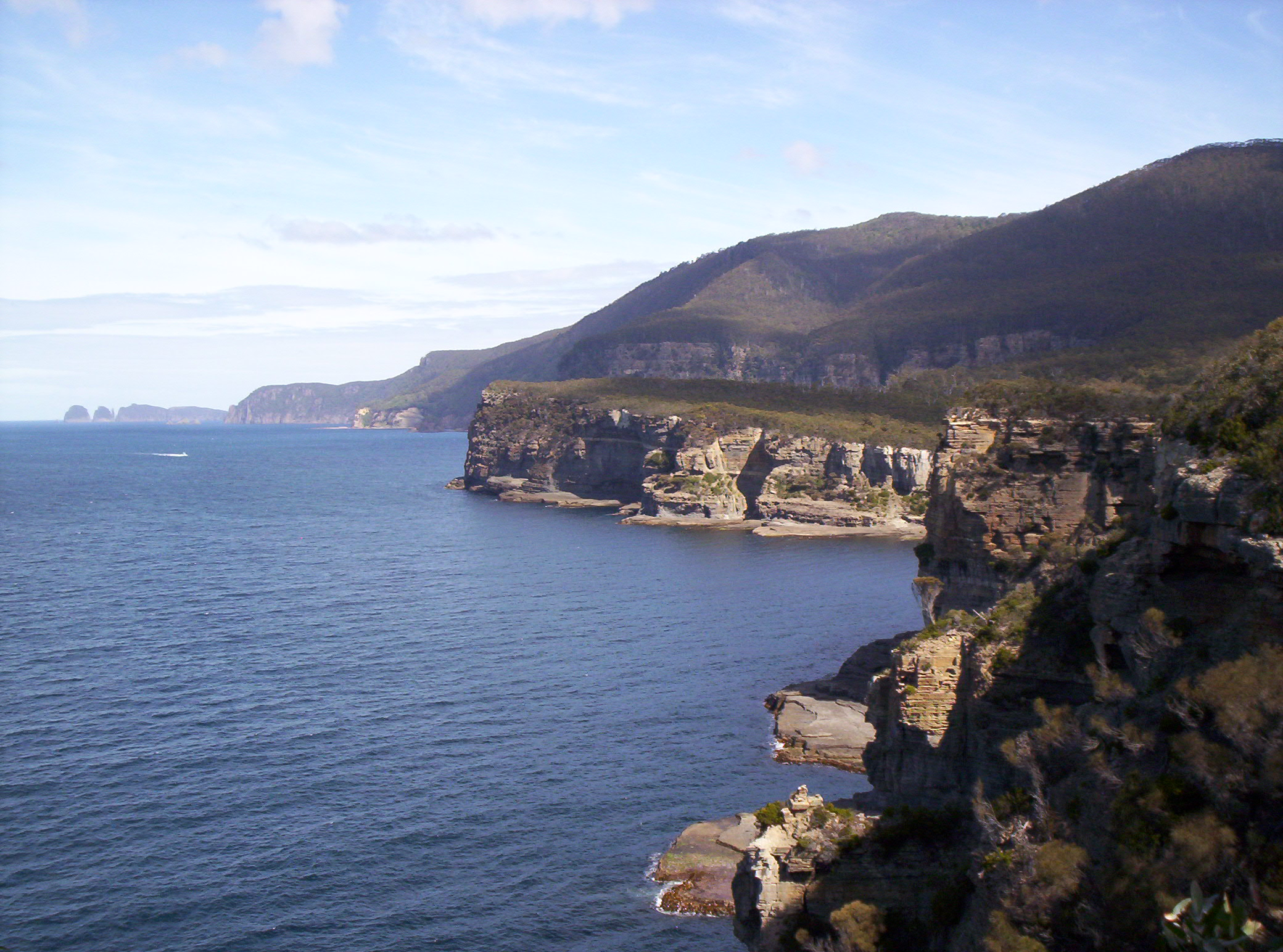
Берегові кліфи півострова Тасман

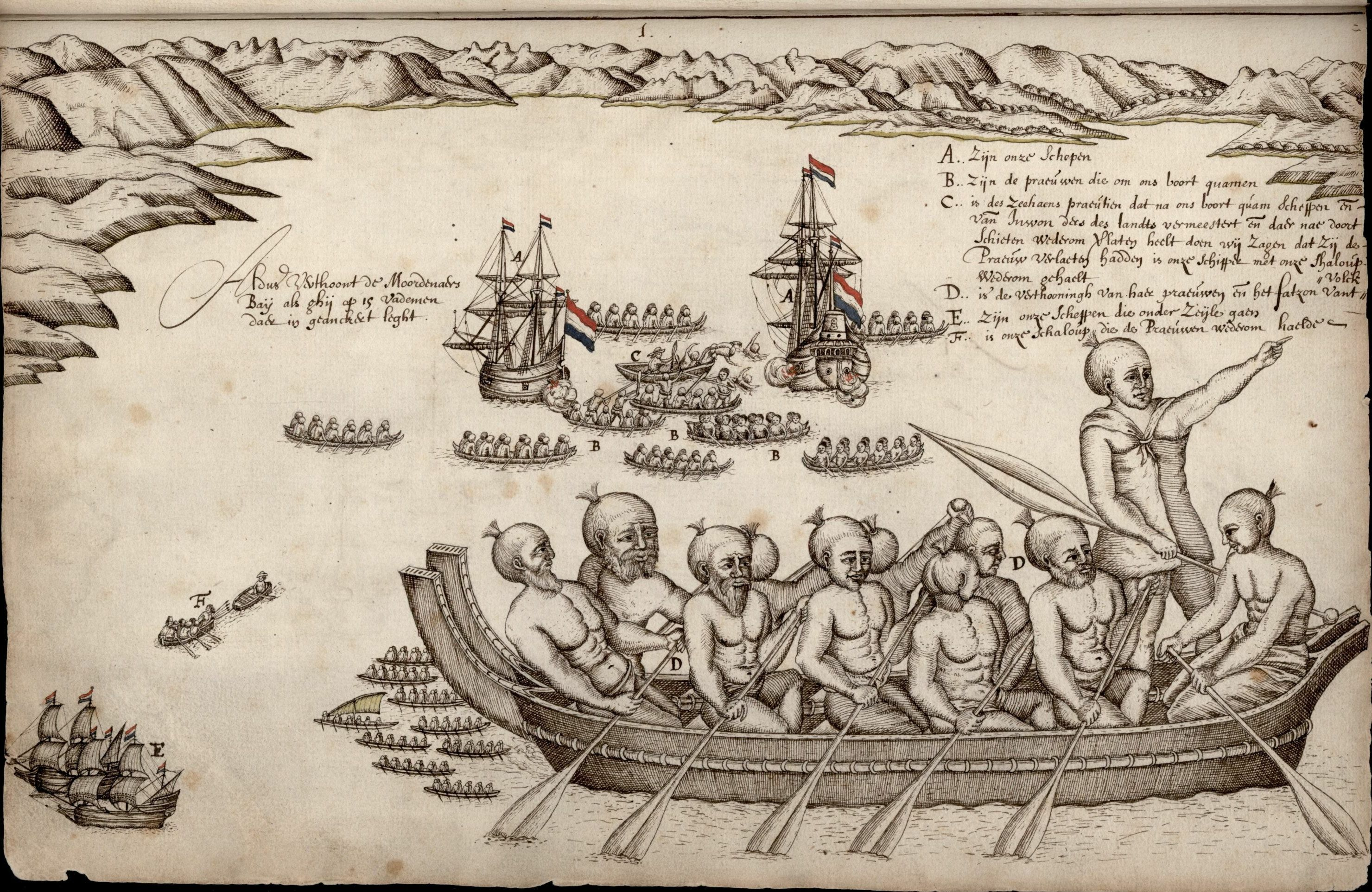
Затока Вбивць (Голден-Бей), малюнок Ісака Гільземанса (Isaack Gilsemans)

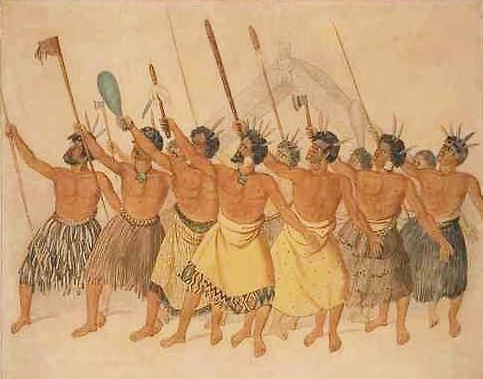
Маорі

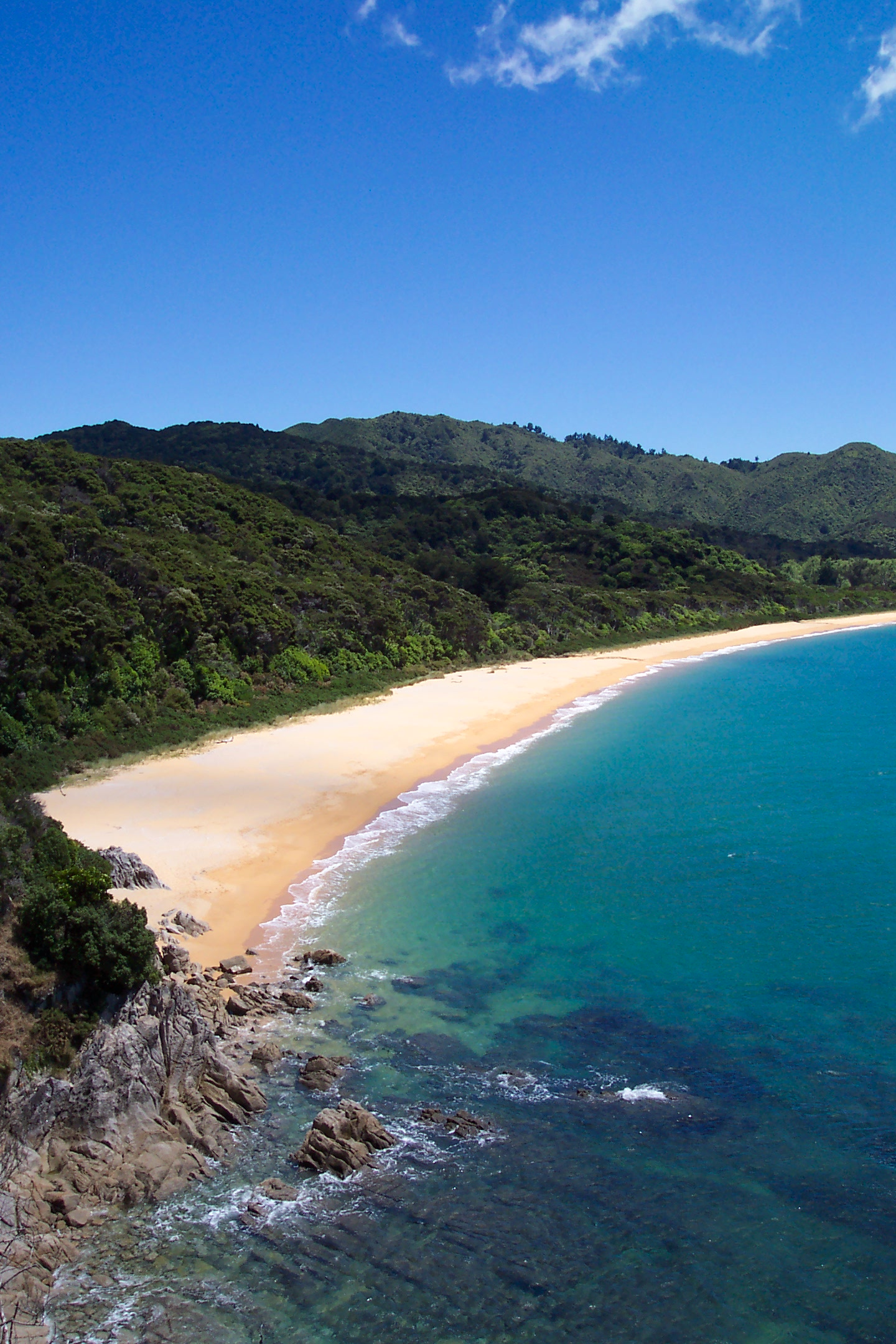
Національний парк Абеля Тасмана

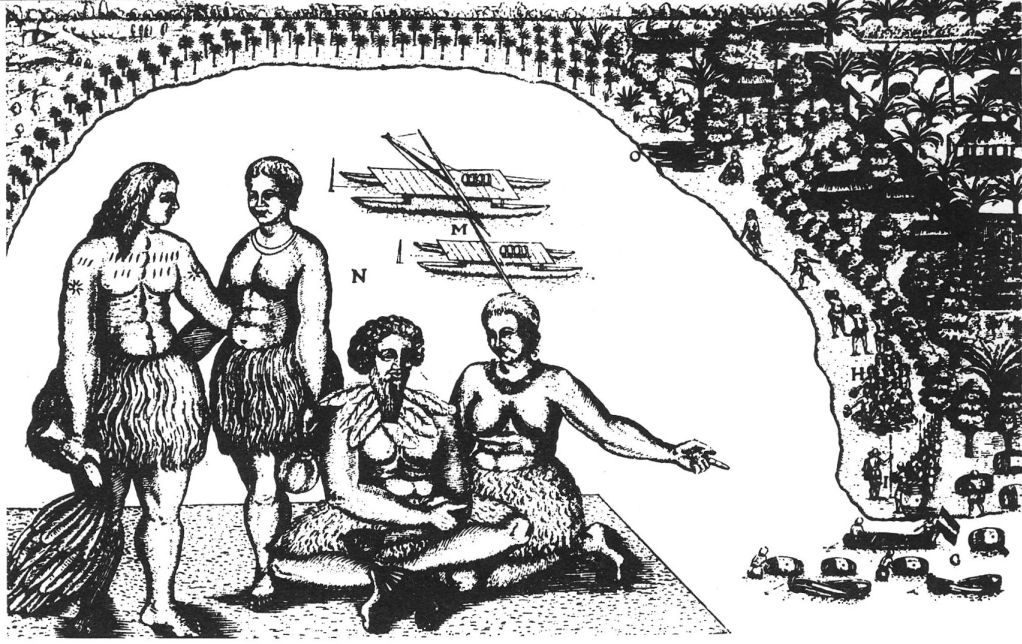
Острів Тонгатапу на Тонга, малюнок Ісака Гільземанса

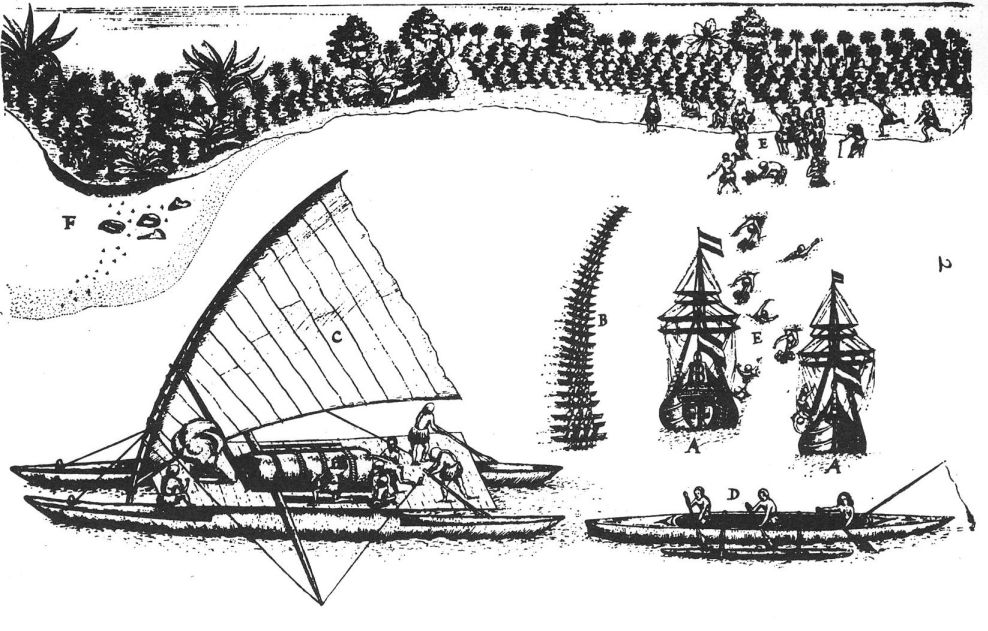
Затока Тонгатапу з двома кораблями, малюнок Ісака Гільземанса

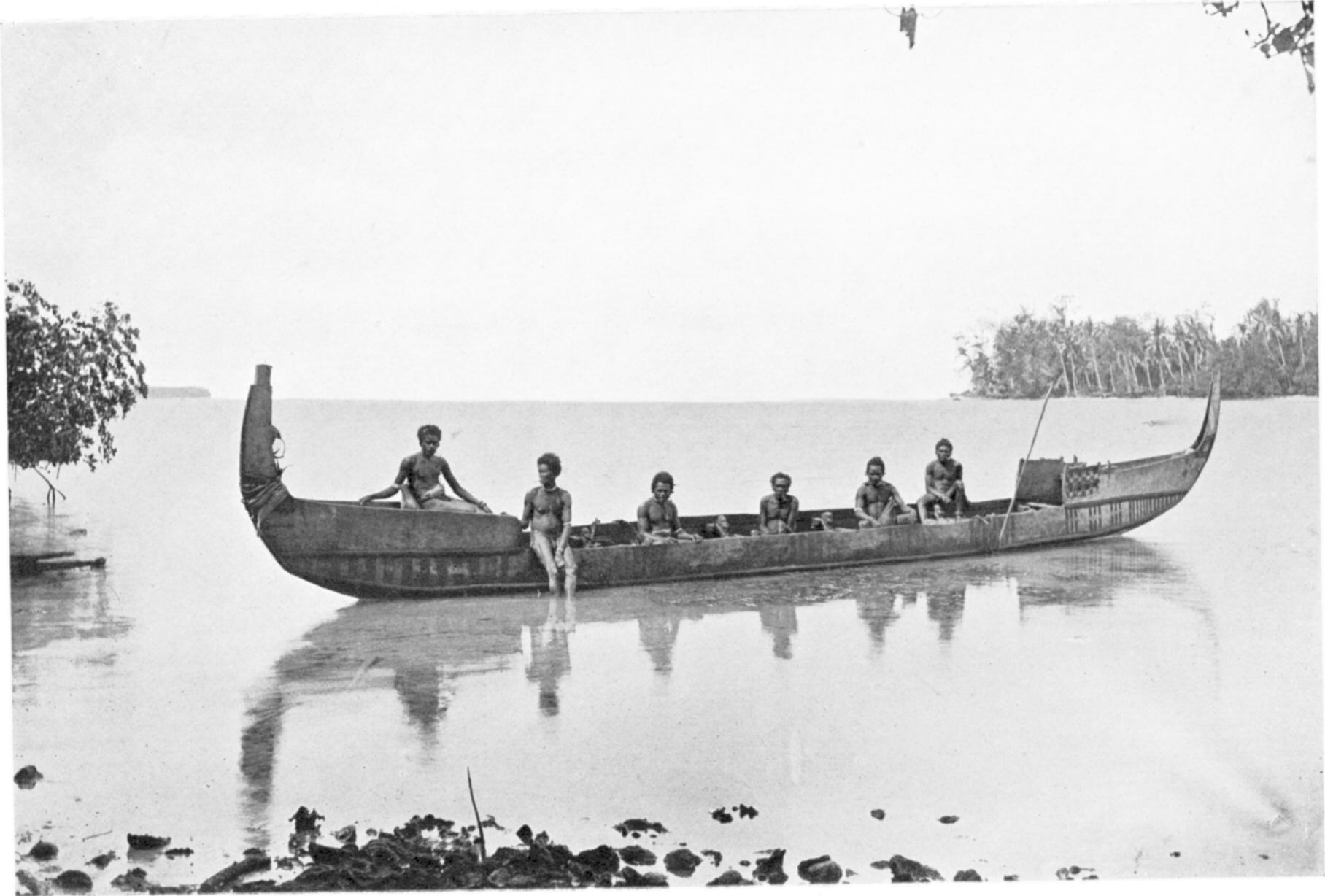
Каное біля Соломонових островів

У 1642 році генерал-губернатор Нідерландської Індії Антоні ван Дімен вирішив встановити, чи є Австралія частиною Південного материка і чи з'єднується з нею Нова Гвінея, а також знайти нову дорогу з Яви в Європу. Ван Дімен знайшов молодого капітана Абеля Тасмана, який, пройшовши через багато випробувань, завоював собі славу прекрасного знавця моря. Ван Дімен дав йому детальні вказівки, куди йти і як діяти.

### Подорож до Японії
Абель Тасман народився в 1603 році в околицях Гронінгена в бідній родині, самостійно освоїв грамоту і, як багато його земляків, пов'язав свою долю з морем. У 1633 році він з'явився в Батавії і на невеликому судні Ост-Індської компанії обійшов багато островів Малайського архіпелагу. У 1636 році Тасман повернувся в Нідерланди, але через два роки знову опинився на Яві. Тут в 1639 році Ван Дімен організував експедицію в північну частину Тихого океану. На чолі її став досвідчений мореплавець Маттіс Кваст. Шкіпером на другий корабель був призначений Тасман.
Кваст і Тасман мали відшукати таємничі острови, нібито відкриті іспанцями на схід від Японії; ці острови на деяких іспанських мапах носили привабливі назви «Ріко де оро» і «Ріко де I» («багаті золотом» і «багаті сріблом»).
Експедиція не виправдала надій Ван Дімена, але вона обстежила Шонські води і досягла Курильських островів. У ході цього плавання Тасман зарекомендував себе як блискучий стерновий і чудовий командир. Цинга згубила майже всю команду, але він зумів провести корабель від берегів Японії до Яви, витримавши на шляху жорстокі атаки тайфунів.

### Експедиція 1641-43 років
Ван Дімен проявляв чималий інтерес до Зейдландту (як нідерландці називали міфічний Південний материк), і його не розчарували невдачі експедиції Герріта Пола. У 1641 році він вирішив послати до цієї землі нову експедицію і командиром її призначив Тасмана. Тасману треба було з'ясувати, чи є Зейдландт частиною Південного материка, встановити, наскільки далеко він простягається на південь, і дізнатися про шляхи, що ведуть від нього на схід, до ще невідомих морів західної частини Тихого океану.
Тасману надали докладну інструкцію, в якій були підсумовані результати всіх плавань, здійснених у водах Зейдландта і західної частини Тихого океану. Ця інструкція збереглася, вціліли і щоденні записи Тасмана, які дозволяють відновити весь маршрут експедиції. Компанія виділила йому два судна: невеликий бойовий корабель «Гемскерк» і швидкохідний флейт (вантажне судно) «Зехайн». До участі в експедиції взяли сто осіб.
Кораблі вийшли з Батавії 14 серпня 1642 року, а 5 вересня прибули на острів Маврикій. 8 жовтня покинули острів та попрямували на південь, а потім на південь – південний схід. 6 листопада досягли 49° 4' північної широти, але просунутися далі на південь не змогли через шторм. Учасник експедиції Вісхер запропонував плисти до 150° східної довготи, тримаючись 44° південної широти, а потім уздовж 44° південної широти пройти на схід до 160° східної довготи.
Під південними берегами Австралії Тасман пройшов, таким чином, на 8-10° південніше від маршруту Нейтса, залишивши Австралійський материк далеко на півночі. Він прямував на схід на відстані 400—600 миль від південного узбережжя Австралії і на 44° 15' південної широти і 147° 3' східної довготи зазначив у своєму щоденнику: "… весь час хвилювання йде від південного заходу, і, хоча щодня ми бачили плаваючі водорості, можна припустити, що на півдні немає великої землі … " Це був абсолютно правильний висновок: найближча земля на південь від маршруту Тасмана — Антарктида — лежить на південь від Південного полярного кола.
24 листопада 1642 року помітили дуже високий берег. Це було південно-західне узбережжя Тасманії, острова, який Тасман вважав за частину Зейдландта і назвав Вандименовою Землею. Яку саме ділянку узбережжя побачили нідерландські моряки цього дня, встановити нелегко, бо карти Вісхера та іншого учасника експедиції Гілсеманса значно відрізняються одна від одної. Тасманійський географ Дж. Вокер вважає, що це був гористий берег на північ від бухти Макуорі-Гарбор.
2 грудня моряки висадились на березі Вандименової Землі. "На нашій шлюпці, — пише Тасман, — було четверо мушкетерів і шестеро гребців, і у кожного була піка і зброя у пояса … Потім моряки принесли різну зелень (вони бачили її в достатку); де-не-де різновиди схожі були на ті, що ростуть на мисі Доброї Надії … Вони пройшли на веслах цілих чотири милі до високого мису, де на рівних ділянках зростала всіляка зелень, не посаджена людиною, а суща від Бога, і були тут у profusion плодові дерева, і в широких долинах багато струмків, до яких, однак, важко дістатися, так що можна наповнити водою лише фляжку.
До моряків донеслися якісь звуки, щось на зразок гри на ріжку або ударів маленького гонга, причому шум цей лунав неподалік. Але їм не вдалося нікого побачити. Вони примітили два дерева товщиною в 2-2 1/2 сажні і висотою 60-65 футів, причому стовбури були порізані гострими камінням та кора де-не-де здерта, і зроблено це було для того, щоб дістатися до пташиних гнізд. Відстань між зарубками футів п'ять, отже, можна припустити, що тутешні люди дуже високі. Бачили сліди якихось тварин, подібні відбиткам кігтів тигра; (матроси) принесли екскременти четвероногого звіра (так вони вважали) і трохи прекрасної смоли, яка сочилася з цих дерев та мала аромат гумілаку … Біля берегів мису було багато чапель і диких гусей … "
Залишивши місце стоянки, кораблі рушили далі на північ, і 4 грудня минули острів, який названий був островом Марії в честь доньки Ван Дімена. Пройшовши повз островів Схаугена і півострова Фрей-сине (Тасман вирішив, що це острів), кораблі 5 грудня досягли 4° 34' південної широти. Берег звертав на північний-захід, і в цьому напрямку кораблі не могли просунутися через зустрічні вітри. Тому вирішено було залишити прибережні води і йти на схід.
Тасман на своїй карті з'єднав берег Вандіменової Землі з Землею Нейтса, відкритою на півдні Австралії в 1627 році. Таким чином, Тасманія стала виступом Австралійського материка, і в такому вигляді її зображували на всіх картах аж до початку XIX століття.
За період з 5 по 13 грудня 1642 року експедиція перетнула море, що відділяє Тасманію та Австралії від Нової Зеландії. Опівдні 13 грудня Тасман і його супутники відкрили новозеландську землю — мис на північно-західному краю Південного острова Нової Зеландії, названий згодом Куком мисом Фервелл. Обігнувши цей мис, Тасман увійшов у протоку, що розділяє Південний і Північний острови (сучасна протока Кука). На південному березі цієї протоки в глибокій бухті 18 грудня кораблі кинули якорі.
Тут відбулася зустріч з маорі, які вийшли до кораблів на гострих каное. Спершу все було добре. Статечні, розмальовані візерунками люди зі шкірою жовтуватого кольору поводилися мирно (всі вони були озброєні палицями та списами). Каное підійшли дуже близько до кораблів, і моряки вступили в бесіду з острів'янами. У Тасмана були записані словосполучення на мовах Нової Гвінеї, але ці діалекти новозеландцям були так само незрозумілі, як нідерландська мова. Раптово мир було порушено. Маорі захопили шлюпку, надіслану з «Гемскерка» на «Зехайн». У цій шлюпці перебували боцман і шість матросів. Боцману і двом матросам вдалося дістатися вплав до «Гемскерка», але чотирьох моряків маорі вбили; їхні тіла і шлюпку вони забрали з собою. Тасман всю провину за цю сутичку поклав на місцевих жителів. Він назвав затоку, де відбулося це подія, бухтою Убивць. Залишивши бухту, він вирушив на схід, але незабаром протилежні східні вітри змусили його лягти в дрейф. 24 грудня відбулася рада командирів. Тасман думав, що на сході може бути виявлений прохід, але його супутники вважали, що кораблі знаходяться не в протоці, а в широкій затоці, яка глибоко врізається в щойно відкриту землю. Вирішено було прямувати до північного берегу цієї «затоки». Оскільки Тасман не знайшов прохід, який розділяє надвоє Нову Зеландію, він вирішив, що це єдиний масив суходолу і назвав його Землею Штатів (Статенландт), вважаючи, що він є частиною Землі Штатів Схаутена і Лемера. Пройшовши до північного береги протоки Кука, Тасман потім повернув на захід, обійшов південно-західний край Північного острова і попрямував вздовж його західного берега на північ.
4 січня 1643 року він відкрив північно-західний край Нової Зеландії, який назвав мисом Марії Ван Дімен. Зустрічні вітри перешкодили йому обігнути мис і обстежити північний берег Північного острова. На карту він наніс лише західний берег Землі Штатів. Тільки через сто двадцять сім років було встановлено справжні обриси цієї землі, і доведено, що вона не є частиною Південного материка, а подвійним островом, який за площею лише трохи більше Великої Британії.
Відкривши 5 січня невеликий острівець Трьох Волхвів (Три-Кінгз на сучасних мапах) поблизу новозеландського берега, Тасман подався на північний схід.
19 січня кораблі вступили у води архіпелагу Тонга. Тасману пощастило тут більше, ніж Схаутену і Лемеру.
Ті лише «зачепили» найпівнічніші острівці цього архіпелагу, а Тасман відкрив головні тонганські острови — Тонгатапу, Еуа (група островів Тонгатапу) та Номука (група островів Ха'апаї), він назвав їх відповідно островами Амстердам, Міддельбург та Роттердам. Це було дуже важливе відкриття: досі іспанці і нідерландці в західній Полінезії зустрічали лише дрібні острови, що лежать на периферії цієї великої області.
На островах Тонга Тасман пробув до 1 лютого 1643 року. Привітно і приязно прийняли його острів'яни.
Від островів Тонга Тасман вирушив на північний захід. 6 лютого він відкрив острови Фіджі, але тумани та кепська погода не дозволяли обстежити цей великий архіпелаг. Тримаючи курс далі на північний захід, Тасман пройшов далеко на схід від островів Банкс та Санта-Крус. Соломонові острови залишилися на захід від його маршруту; 22 березня він дійшов аж до великого атолу, якому дав назву Онтонг-Джава.
Далі Тасман за маршрутом Схаутена і Лемера попрямував уздовж північних берегів Нової Ірландії (яку він вважає частиною Нової Гвінеї) та Нової Гвінеї до Молуккських островів та до Яви і 14 червня 1643 року прибув в Батавію.

### Значення подорожі
Відомий історик і географ Дж. Бейкер справедливо назвав це плавання Тасмана блискучою невдачею. І дійсно, якщо в навігаційному відношенні маршрут, намічений Вісхером, був виключно вдалим, то в суто географічному смислі він не міг себе виправдати. Австралійське кільце мало надто великий радіус: у межах цього кільця виявилися Австралія з Тасманією і Нова Гвінея.
Нової Зеландії Тасман лише торкнувся й, не обстеживши, прийняв її за західний виступ Землі Штатів Схаутена і Лемера. Однак, пройшовши від Нової Зеландії через острови Тонга і Фіджі до Нової Гвінеї, він відділив від міфічного Південного материка австралійсько-новогвінейський суходіл. Оскільки Південна Земля Святого духа Кіроса також виявилася на захід від маршруту, прокладеного Тасманом в Тихому океані, картографам довелося і її відокремити від цього материка і приєднати до Зейдландту. Ця цілком реальна суша з новогвінейським «доважком», Вандіменовою Землею та Південною Землею Святого духа, що з'явилася на картах, одержала назву Нова Голландія (на картах XVII і першої половини XVIII століття вся її східна половина показуються як суцільну «білу пляму»).
Експедиція Тасмана 1642—1643 років була одним з найвидатніших заморських подорожей XVII століття. Тасман відкрив Вандіменову Землю (Тасманію), Нову Зеландію і острови Тонга і Фіджі. Він «відділив» від Південного материка новонідерландський суходіл, відкрив новий морський шлях з Індійського океану в Тихий у смузі стійких західних вітрів сорокових широт; він справедливо припустив, що океан, що омиває з півдня Австралію, захоплює широкий простір у сорокових і п'ятдесятих широтах. Сучасники не використовували цих важливих відкриттів Тасмана, але зате їх належним чином оцінив Джеймс Кук — успіхами своїх перших двох плавань він багато в чому зобов'язаний Тасману.

### Експедиція 1644 року
Відразу ж після повернення Тасмана з плавання Ван Дімен вирішив знову надіслати його до берегів Зейдландту. Справа в тому, що ні Янсзону, ні Карстенсу, ні Герріту Полу не вдалося проникнути в затоку Карпентарія. Тому незрозуміло було, чи представляє цей великий водний басейн затоку чи в південній своїй частині він переходить у протоку, що веде до Землі Нейтса. Тасману ставиться в обов'язок обстежити берег Нової Гвінеї на південь від 17° південної широти і встановити, чи оц з'єднується з землею, відомої під назвою Зейдландт.
На сучасних картах тільки кінчик «хвоста» Нової Гвінеї доходить до 10° південної широти. Однак Ван Дімен, як і всі люди того часу, вважав, що східний берег Карпентарії, обстежений у 1623 році Карстенсом аж до 17° південної широти, є частиною Нової Гвінеї.
На початку 1644 року в Батавії були споряджені три невеликих кораблі та підібрана команда зі ста десяти чоловік. Головним керманичем експедиції призначений був Франс Вісхер. Записи учасників цього плавання не збереглися, але маршрут експедиції показаний на «мапі Бонапарта», що зберігається в Мітчелловській бібліотеці в Сіднеї (називається вона так тому, що потрапила в Австралію з особистих архівів одного з родичів Наполеона). Мапа складена за даними Тасмана, і на ній є його власноручні позначки.
Результати цього плавання перевершили всі очікування. Тасман пройшов вздовж західного берега півострова Кейп-Йорк, потім уздовж південного берега затоки Карпентарія і відкрив поблизу нього ряд дрібних островів. Він обстежив західний берег затоки Карпентарія, пройшов потім вздовж північного узбережжя півострова Арнемленд, форсував протоку Дан-дас між півостровом Кобург і островом Мелвілл, і ввійшов в затоку, якій привласнив ім'я Ван Дімена. Не заходячи вглиб цієї затоки, Тасман знову вийшов у відкрите море, обігнув з півночі острова Мелвілл та Батерст (острови ці він прийняв за частину материка), і пішов на південний захід вздовж ще не обстеженого північно-західного узбережжя Австралії. Часом через рифи і дрібні острівці йому доводилося триматися на значній віддалі від берега, але він встановив, що ніде в ньому немає широких розривів, і пройшов уздовж нього аж до місць на південь від 21° південної широти, які вже були обстежені в 20-х роках XVII століття. Від Північно-Західного мису Тасман попрямував до Яви і прибув до Батавію на початку серпня 1644 року.
Таким чином, Тасман стер з мапи великі «білі плями» в районі затоки Карпентарія і північно-західного узбережжя Австралії. Західна частина материка набула після цього плавання обрисів, які ми бачимо і на сучасних картах. Північний берег Австралії на карті Тасмана отримав лише загальні контури, і тільки ретельні дослідження, проведені майже два століття по тому, дозволили уточнити його дані і нанести на мапу низку заток, мисів і островів в цій частині материка. Але саме Тасман виявив, що лінія берега тягнеться безперервно від Північно-Західного мису до затоки Карпентарія.
Після повернення експедиції до Батавії Тасману було присвоєно чин командора і піднята платня, а сам він був призначений членом Юридичної ради Батавії. У 1647 році він був направлений як представник до короля Сіаму, а в 1648 році очолив загін з 8 кораблів, що виступили проти кораблів іспанського флоту.

### Розчарування Ост-Індської компанії
Однак підсумки обох експедицій Тасмана розчарували Ост-Індську компанію. Тасман не знайшов ані золота, ані прянощів — він обстежив береги пустельних земель. За п'ятдесят років компанія захопила стільки багатих земель на азійському Сході, що тепер понад усе вона була стурбована тим, як би утримати за собою ці далекі володіння. Маршрути, прокладені Тасманом, не обіцяли їй ніяких вигод, адже вона і так тримала у своїх руках морський шлях, що веде в Ост-Індії повз мис Доброї Надії. А для того, щоб цими новими шляхами не оволоділи конкуренти, компанія визнала за благо закрити їх, і одночасно припинити подальші пошуки в Зейдландті. «Бажано, — писали в Батавію з Амстердаму, — щоб земля ця так і залишалася невідомою і необстеженою, щоб не привертати уваги чужих до шляхів, користуючись якими вони можуть зашкодити інтересам компанії …»
У квітні 1645 року помер Ван Дімен, і нова тенденція в заморській політиці компанії перемогла остаточно. Тасман, по суті, залишився не при справах.
Він впав у немилість, брав участь у дрібних експедиціях, потім в 1651 році був відновлений у правах, але залишив службу в компанії та перейшов до занять торгівлею в Батавії.
Помер Абель Янсзон Тасман в 10 жовтня 1659 року в Батавії.

## Пам'ять

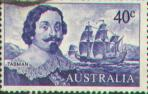
Абель Тасман на поштовій марці Австралії

На згадку про Абеля Тасмана названі:
- Відкритий ним острів Тасманія біля берегів Австралії
- Море в південній частині Тихого Океану між берегами Австралії і Нової Зеландії
- Міст завдовжки 1,3 км в місті Гобарт, адміністративному центрі Тасманії
- Швидкісна дорога (Tasman Highway (або A3) на острові Тасманія
- Національний парк у Новій Зеландії
- Гірська вершина в Новій Зеландії
- Озеро в Новій Зеландії
- Затока в Новій Зеландії
- Адміністративний район у Новій Зеландії
- 6594 Тасман — астероїд, названий на його честь[11].